# کوه کاگه‌نوبو
کوه کاگِه‌نُوبو (به ژاپنی: 景信山 kagenobu) در استان کاناگاوا (神奈川県) در نزدیک شهر ساگامیهارا و در توکیو در منطقه هاچی‌اوجی قرار دارد. ارتفاع این کوه ۷۲۱ متر است.  

## مسیر رفت و برگشت

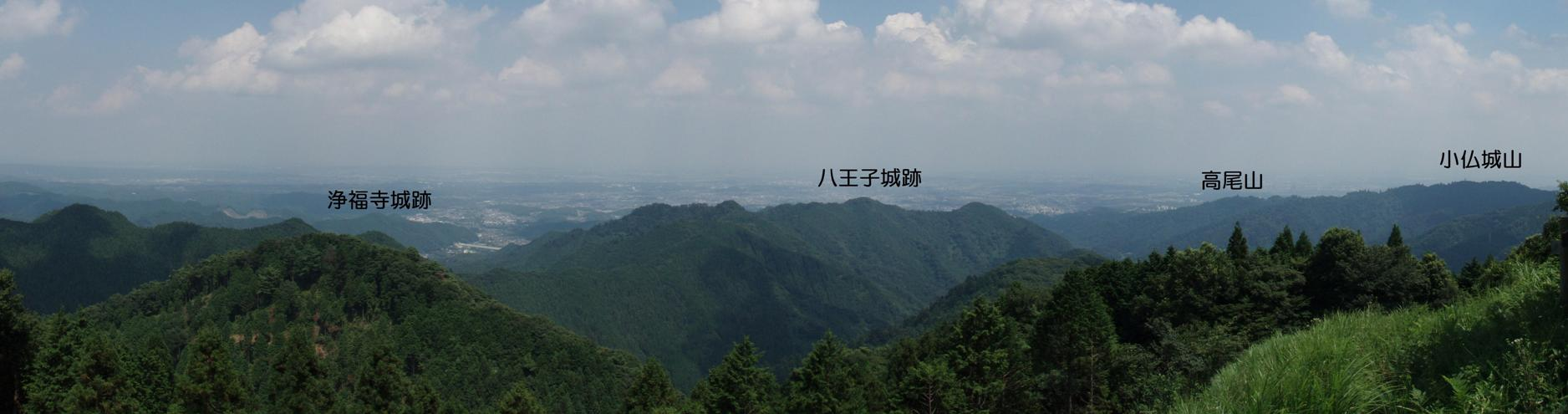
منظره‌ای که از بالای قلهٔ کوه کاگه نوبو دیده می‌شود.

- خط تاکائو وابسته شرکت راه آهن کیئو،  ایستگاه تاکائوسان‌گوچی از قلهٔ تاکائو تا قلهٔ کاگه‌نوبو در حدود ۲ ساعت راه است و ۴ کیلومتر و ۴۰۰ متر فاصله هست. بدین ترتیب که از قلهٔ تاکائو تا مسیر هموار ایتچو-دایرا ۱ و نیم کیلومتر، از ایتچو-دایرا تا قلهٔ کوه کوبوتوکه شیرویاما ۸۰۰ متر که نیمی از راه است و یکساعت طول می‌کشد. سپس از قلهٔ کوه کوبوتوکه شیرویاما تا گذرگاه کوبوتوکه در حدود ۲۰ دقیقه و از این گذرگاه تا قلهٔ کوه کاگه نوبو در حدود ۴۰ دقیقه راه است.

- راه دیگر برگشت از قلهٔ کوه کاگه نوبو، ایستگاه اتوبوس کوبوتوکه است که در حدود یکساعت پیاده طول می‌کشد و ۳ کیلومتر و ۶۰۰ متر فاصله دارد.  اتوبوس های شرکت کیئو از این ایستگاه تا ایستگاه قطار تاکائو مسافران را حمل می‌کنند.

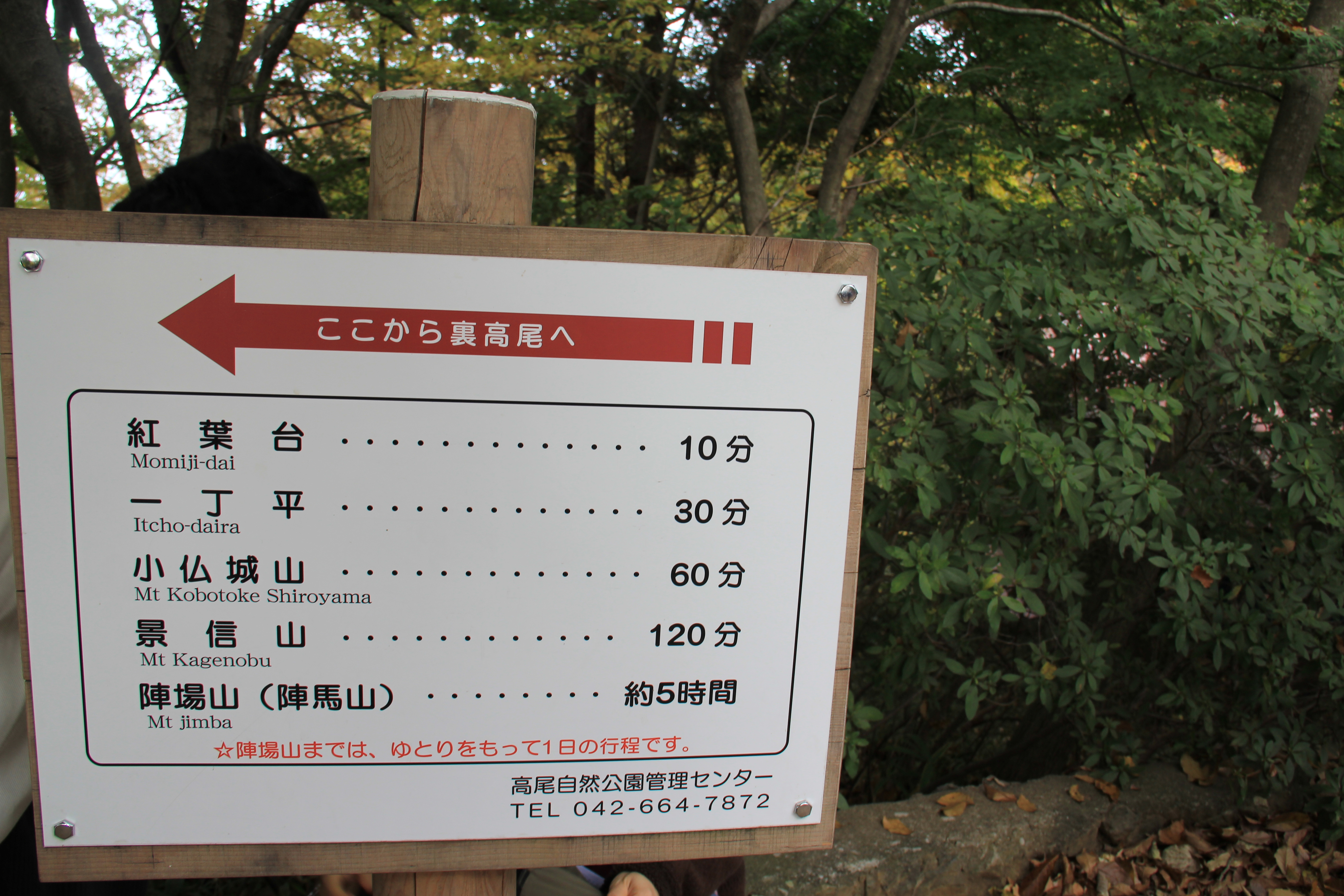
تابلوی راهنما از تاکائو تا کوه جینبا
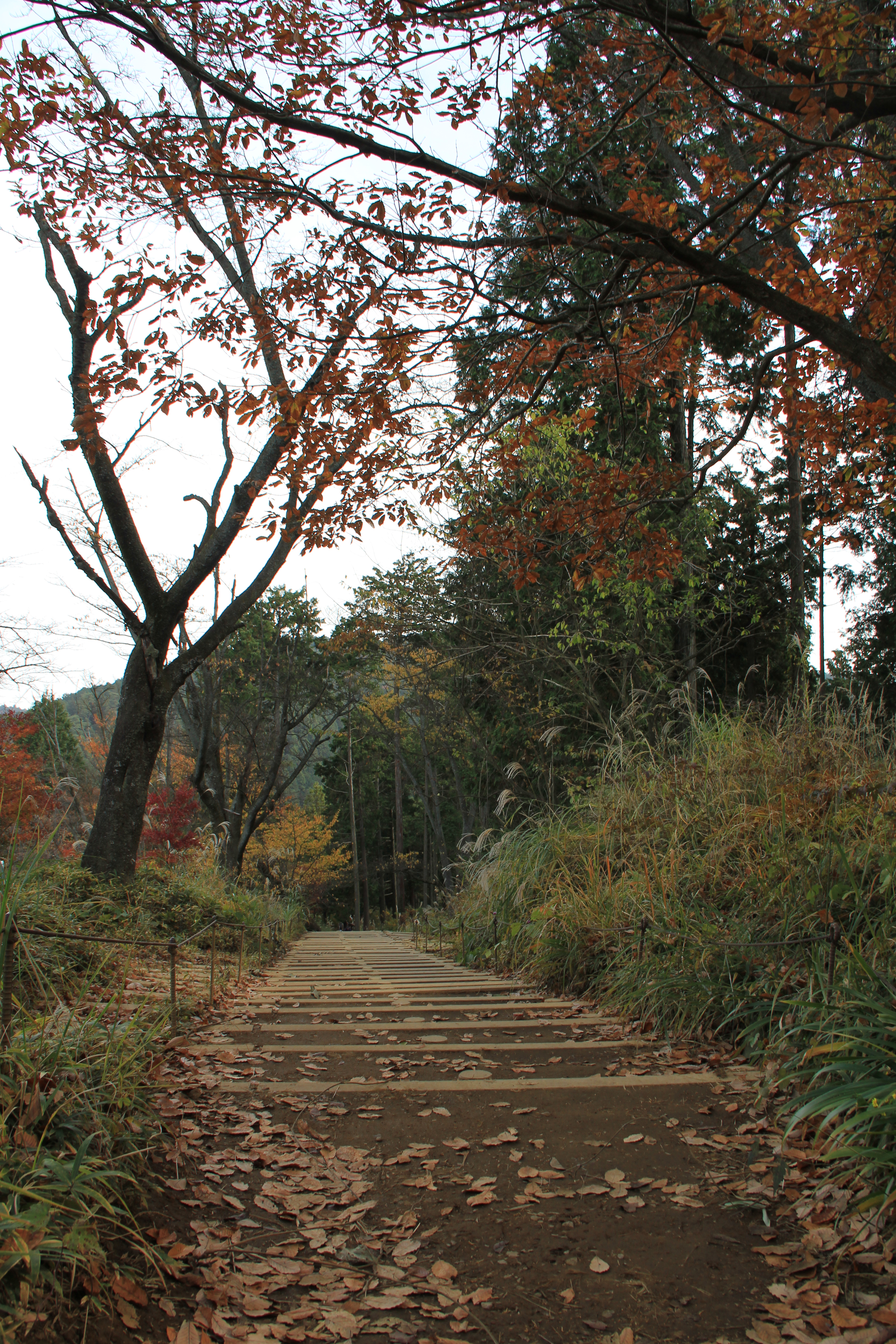
راه ایتچو-تایرا
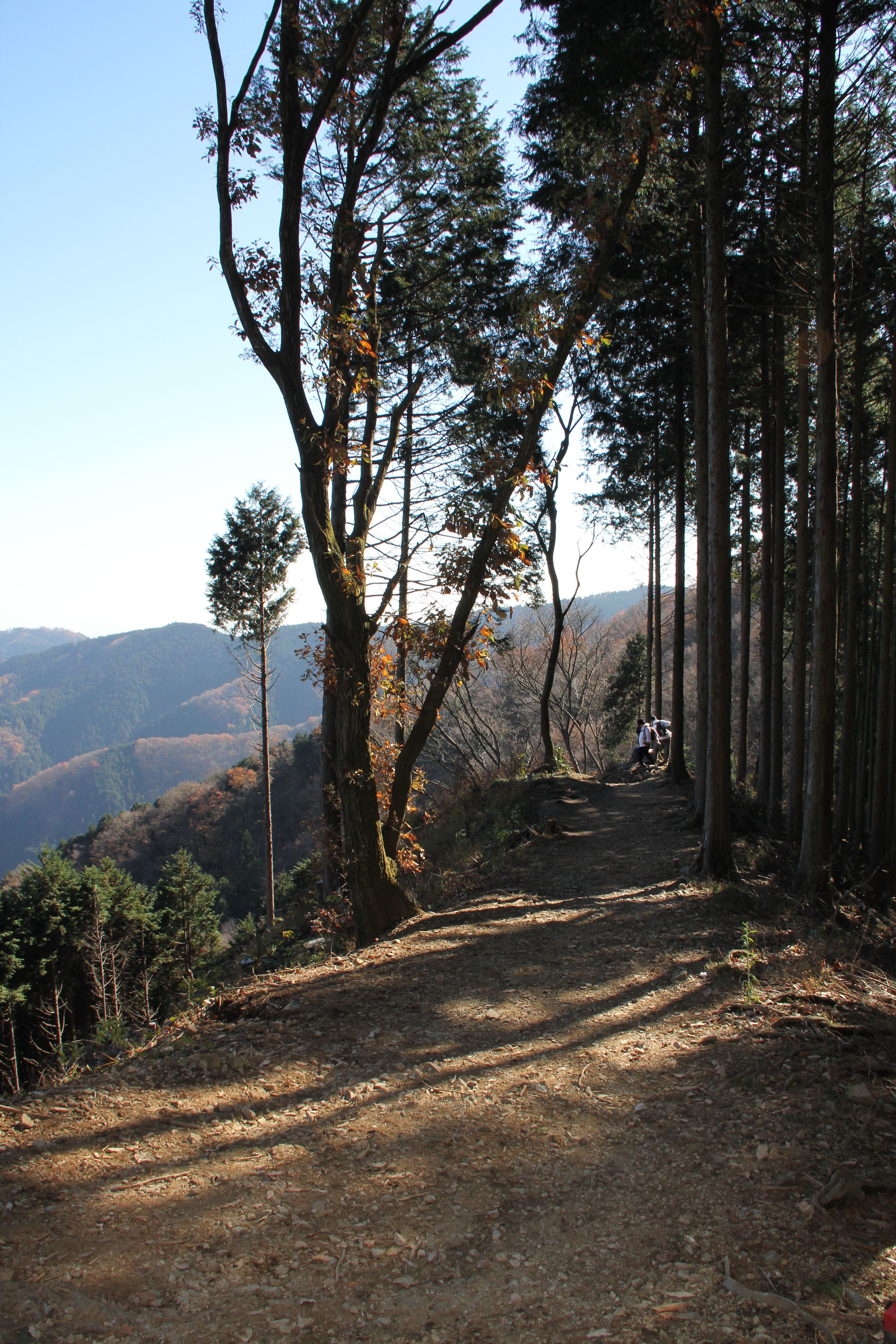
راه کوهستانی در کوه کاگه نوبو
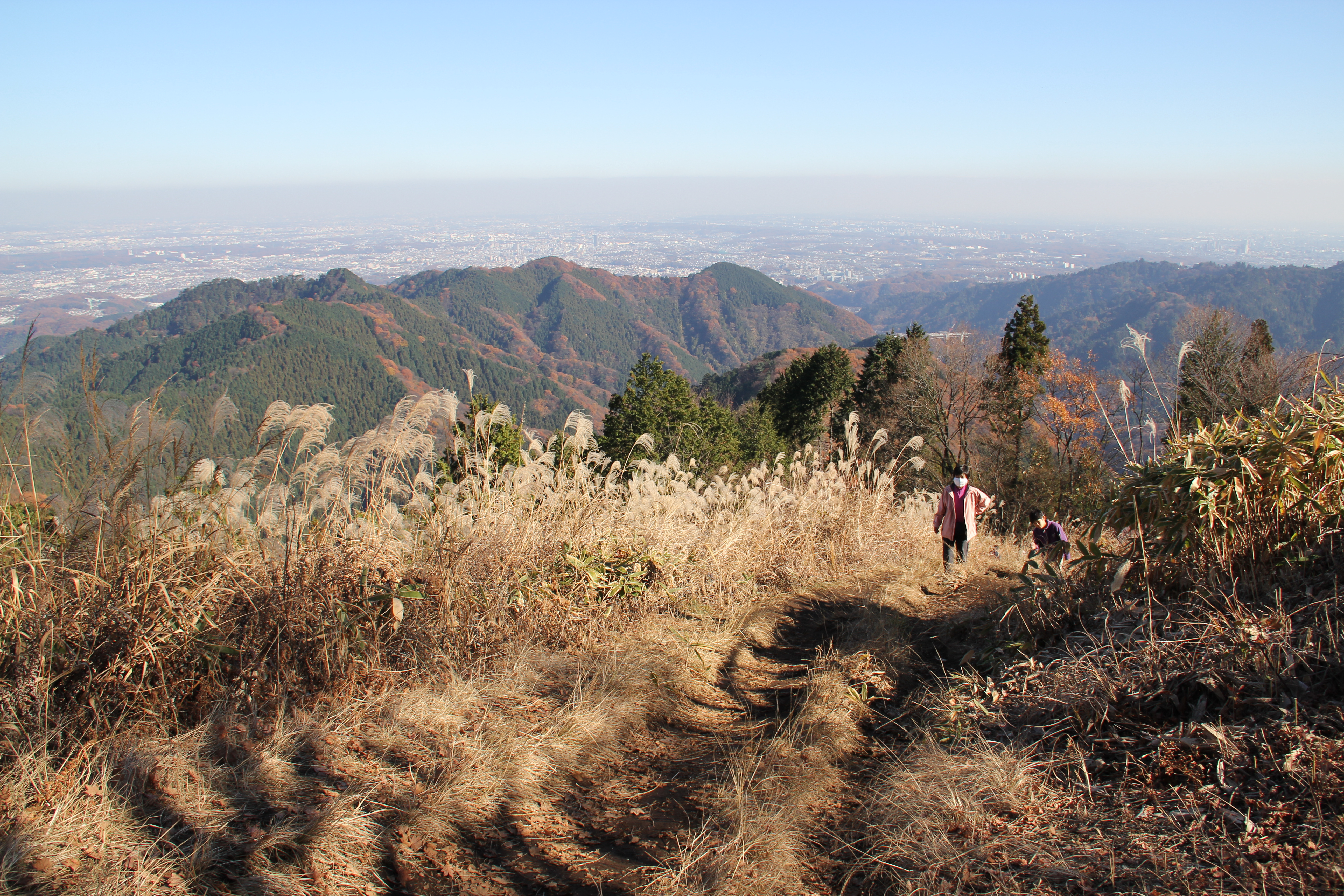
قله کوه کاگه‌نوبو